# Conan (Howard)
Conan is een fantasyboek van de Amerikaanse schrijver Robert E. Howard.

## Samenvatting
Conan is het eerste boek over Conan de Barbaar en bevat een inleiding, een uitleg over het Hyboriaanse tijdperk en zes verhalen over Conans zwerftochten. De verhalen werden allemaal door Howard geschreven, sommige met hulp van L. Sprague de Camp en Lin Carter.

### Het Hyboriaanse tijdperk
Hierin verklaart Howard de geografie en de geschiedenis van wereld waarin Conan leeft, met name het Thuriaans continent. Hij begint met de heerschappij van de oude koninkrijken Commorië, Grondar, Kemalië, Thule, Valusië en Verulië. Daarnaast bestonden nog enkele barbaarse rijken: het kleine continent Atlantis en de Pictische Eilanden in de Westelijke Oceaan, verder de Lemuriërs uit het oosten en een voor-menselijke cultuur in het zuiden. Na een verschrikkelijke natuurramp, het Cataclysme, verzonken Atlantis en Lemurië en werd het continent grondig herschapen. Howard beschrijft de opkomst en ondergang van vele rijken.
Vele eeuwen na het Cataclysme is het Thuriaanse Continent verdeeld in meer dan dertig rijken. De belangrijkste hiervan zijn Aquilonië, Argos, Hyrkanië, Iranistan, Khital, Koth, Nemedië, Stygië, Turan, Vendhya, Zamora en Zingara. En dan zijn er de barbaarse landen van Nordheim: Asgard, Hyperborië en Vanaheim. Iets zuidelijk hiervan ligt het thuisland van onze held Conan: Cimmerië.

### De toren van de olifant
(Engels: The Tower of the elephant, door Robert E. Howard - 1933)
In de Zamoraanse hoofdstad Shadizar staat de Toren van de olifant van de duivelse priester Yara, waarin zich het kostbaar juweel het Hart van de Olifant bevindt. Conan besluit een poging te wagen om dit te stelen. Nadat hij over de buitenmuur is geklommen, ontmoet hij de Nemediër Taurus, die hetzelfde plan heeft. Ze bundelen hun krachten en beklimmen de binnenmuur en daarna de toren. In het gebouw wordt Taurus gedood door een monsterachtige spin. Conan weet het beest uiteindelijk te doden en ontmoet dan een gevangene, die bijna doodgemarteld is. Deze Yag-Kosha vraagt Conan hem het hart uit te snijden en dit boven het Hart van de Olifant uit te wringen, waarna hij de edelsteen aan Yara moet geven. Conan doet het en Yara verdwijnt in de steen. Hij kan de toren nog net verlaten voordat deze instort.

### De zaal der doden
(The Hall of the Dead, door Robert E. Howard en L. Sprague de Camp - 1967)
Een patrouille Zamoraanse soldaten zit achter Conan aan. Deze heeft een val voor de soldaten uitgezet en op hoofdman Nestor na worden ze allemaal bedolven onder een steenlawine. Nestor achtervolgt Conan naar de vervloekte ruïnestad Larsha, waar hij door Conan verslagen wordt en voor dood achtergelaten. Conan betreedt de stad op zoek naar een legendarische schat. Hij verslaat een twintig meter lange slak en staat dan weer tegenover Nestor, die alleen maar bewusteloos was. Conan overtuigt hem om samen naar de schat te zoeken, die ze ook vinden. Na erom te hebben geloot eigent Conan zich de hoofdprijs toe: zeven groene edelstenen. Nestor behelpt zich met een zak gouden munten. Na een gevecht met een stel mummies moeten ze vluchten, maar in het zonlicht verkruimelen de mummies. Conan en Nestor gaan terug naar Shadizar, waar Conans edelstenen tot gruis zijn vervallen. Op de vlucht voor de wacht ontmoet hij buiten de stad Nestor, die ook moest vluchten en daarbij vrijwel al zijn goud heeft verloren. Er resten hem slechts twee goudstukken, die hij eerlijk deelt met Conan.

### De God in de schaal
(The God in the Bowl, door Robert E. Howard - 1932)
In zijn eigen museum in de stad Numalië wordt Kallian Publico's lichaam gevonden. De in het gebouw aanwezige Conan wordt door de wacht ondervraagd. Uiteindelijk komt nog iemand op een afgrijselijke wijze aan zijn einde en iedereen slaat op de vlucht, behalve Conan. Hij ziet een goddelijk gezicht, dat hem vraagt naderbij te komen. Maar voordat de barbaar in de macht van het wezen komt, slaat hij diens hoofd eraf. De aanblik van de rest van het wezen maakt dat hij onmiddellijk de stad uit vlucht.

### Schurken in huis
(Rogues in the House, door Robert E. Howard - 1934)
Conan zit in Corinthië in de gevangenis wegens moord, als de edelman Murilo hem op komt zoeken. Hij vraagt Conan om voor hem Nabonidus, de Rode Priester te doden en helpt hem te ontsnappen. Samen komen ze in het huis van Nabonidus, die zojuist door zijn voormalige dienaar Thak, een beestmens, overvallen is. Thak bedient nu alle vallen in huis en de drie zitten in de val. Gelukkig voor hen dringt op dat moment een andere groep het huis binnen en Thak richt zijn moordlust op de nieuwkomers. Conan weet Thak te doden en dan verraadt Nabonidus zijn tijdelijke bondgenoten. Maar omdat hij de twee niet meteen doodt maar hen eerst besluit te tarten, krijgt Conan de kans een krukje naar Nabonidus' hoofd te gooien, waardoor deze ter aarde stort.

### De hand van Nergal
(The Hand of Nergal, door Robert E. Howard en Lin Carter - 1967)
Conan heeft dienst genomen als huursoldaat in het leger van de Turaniaanse koning Yildiz en vecht in de oorlog tegen het leger van Munthassem Khan. Deze blijkt over toverkracht te beschikken en roept vampiervleermuizen op, die het Turaniaanse leger vernietigen. Ook Conan wordt door een onwezen aangevallen en raakt bewusteloos, maar zijn toveramulet redt hem van de dood. Hildico, de Brythunische slavin van Atalis de verziende, vraagt hem om haar meester te bezoeken in Yaralet, de burcht van Munthassem Khan. Doordat Atalis hem goud belooft stemt Conan toe en Atalis verklaart dat Munthassem Khan in de ban is geraakt van het kwaadaardige artefact dat de Hand van Nergal wordt genoemd. Alleen Conans talisman kan de Hand overwinnen. En met hulp van Hildico weet hij Munthassem Khan te verslaan.

### De stad met de doodshoofden
(2e deel van The Hand of Nergal, door Robert E. Howard en Lin Carter - 1967)
Na zijn overwinning op Munthassem Khan ging Conan naar de Turaniaanse hoofdstad Aghrapur, waar hij een positie bij de eregarde kreeg. Zeven maanden later is de garde op weg naar de Kuigar-nomaden om prinses Zosara aan Kujuka Khan te schenken. Onderweg worden ze overvallen door troepen uit het geïsoleerde bergland Meru. Alleen Zosara, Conan en zijn kameraad Juma uit Kush overleven het gevecht. Zosara is bestemd de Rimpoche Jalung Thongpa, de god-koning van Meru. De twee krijgers worden verkocht als slaven en belanden op een galei. In de hoofdstad Shamballah kunnen ze ontsnappen. Ze doden de god-koning en bevrijden Zosara, waarna ze terugkeren naar Turan.

## Trivia
- Verschillende delen uit dit boek komen terug in de twee Conan-films. Het verhaal De toren van de olifant heeft veel elementen gemeen met de inbraak in de Slangentoren uit Conan the Barbarian en in De God in de schaal wordt gesproken over de tovenaar Thoth-Amon, de tovenaar van het ijspaleis uit Conan the Destroyer.